# Гонав (остров)
Гонав (на френски: Île de la Gonâve) е остров на Хаити, разположен северозападно от столицата Порт о Пренс в едноименния залив. Островът е арондисман в състава на Западния департамент и включва общините Анс а Гале и Пуент а Ракет. Местните таино наричат остров Гуанабо.

## География
Островът е съставен главно от варовик, а бреговете му са обсипани с коралови рифове. Дълъг е 60 km и е широк 15 km. Площта му е 689,62 km2. Островният терен като цяло е хълмист, гол, с най-висока точка на 778 m надморска височина. Средните годишни валежи на острова са между 800 mm в ниските части и 1600 mm в по-високите части.
Сухата почва дълго време възпрепятства разрастването на земеделието на острова, което от своя страна поддържа населението на островитяните по-ниско. По време на колониалния период островът не е населяван от колонизаторите, което кара местните таино да потърсят убежище на него след битките им с испанците. Избягали роби от по-късната френската власт също търсят убежище на острова. В днешно време, островът е изправен пред предизвикателствата на прекомерната паша и употреба на водни ресурси. Питейната вода е малко, поради което се изкопават нови кладенци. Към 2011 г. кладенците наброяват 70.
Най-голямото селище на острова е Анс а Гале с население от 52 662 души към 2015 г. Общото население на островитяните е 87 077.

## История
През 1926 г. американският морски пехотинец Фаустин Уиркъс е обявен от жителите на острова за Крал Фаустин II. Управлението му продължава до 1929 г., когато се завръща в САЩ.
На 8 септември 1997 г. ферибот, пътуващ от Гонав към Монтруи на хаитянската суша, потъва със стотици пътници на борда. Инцидентът е считан за една от най-големите беди в хаитянската морска история заедно с потъването на кораба „Нептун“ през 1993 г., когато загиват хиляди хаитяни.
Пристанището на острова е повредено след земетресението в Хаити през 2010 г. Налага се доставките до острова да се извършват посредством 0,5-km самолетна писта.